# GB Motors
GB Motors war ein britischer Hersteller von Automobilen.

## Unternehmensgeschichte
John Cullen gründete 1969 das Unternehmen in Birmingham und begann mit der Produktion von Automobilen und Kits. Die Markennamen lauteten GB und Invader. 1977 endete die Produktion. Insgesamt entstanden mehr als 50 Exemplare.

## Fahrzeuge

### Markenname GB
Unter diesem Markennamen wurde das Modell Buggy vermarktet. Dies war ein VW-Buggy, der dem GP Buggy ähnelte. Zwischen 1969 und 1974 entstanden etwa 50 Exemplare.

### Markenname Invader
GB Motors produzierte zwischen 1970 und 1977 Fahrzeuge dieses Markennamens und übergab die Produktion dann an Croy Glassfibre Products aus Birmingham.